# Pasquale Belsito
Pasquale Belsito (Roma, 27 luglio 1962) è un ex terrorista italiano, militante prima in Terza Posizione e poi nel gruppo eversivo d'ispirazione neofascista Nuclei Armati Rivoluzionari.
Dopo un periodo di iniziale militanza in TP, intorno al 1980 entra in contatto con il gruppo dei NAR di Valerio Fioravanti intraprendendo un percorso di lotta armata. Dopo una lunga latitanza durata circa vent'anni, viene arrestato a Madrid il 30 giugno 2001.

## Biografia
Militante in Terza Posizione nel Cuib della Balduina, ancora minorenne Belsito si distingue tra le file del Nucleo operativo dell'organizzazione. Il Nucleo, decapitato dopo l'arresto il 14 dicembre 1981 di Giuseppe Dimitri, e di Roberto Nistri, è ora formato da Belsito, Giorgio Vale, Stefano Soderini e Luigi Ciavardini e delegato al compimento delle attività illegali necessarie per finanziare l'intero organismo. In pochi mesi partecipa ad una decina di rapine. Agli inizi del 1980, pur continuando la militanza tra le file del Nucleo operativo di TP, viene attratto dal carisma esercitato da Giusva Fioravanti ed assieme ad altri componenti del Nucleo operativo (come Stefano Soderini e Giorgio Vale) inizia un percorso di adesione agli ideali spontaneisti dei Nuclei Armati Rivoluzionari.
Dopo i mandati di cattura nell'ambito dell'indagine per la strage di Bologna, fugge in Libano con altri militanti neofascisti per arruolarsi nei campi di addestramento militare della Falange Maronita, la milizia cristiana alleata di Israele. Fermato all'aeroporto di Beirut, riesce a fuggire da una finestra. Il 19 dicembre 1980 con Valerio Fioravanti, Francesca Mambro, Gilberto Cavallini, Giorgio Vale, Stefano Soderini e due malavitosi comuni (Fiorenzo Trincanato e Andrea Vian) svaligiano una gioielleria di Treviso portandosi via un bottino di tre miliardi.
Nell'ambito della strategia di annientamento dei cosiddetti infami e delatori, intrapresa dai NAR all'interno dell'ambiente della destra eversiva, il 6 gennaio 1981 uccide Luca Perucci, militante di Terza Posizione che, nelle convinzioni del gruppo di Fioravanti, era tacciato di aver fornito informazioni agli inquirenti nell'ambito dei procedimenti per la strage alla stazione di Bologna. Attorno alle 18 di quel giorno Belsito lo attende sotto casa, estrae la sua 38 Special e lo colpisce a bruciapelo sparandogli alla nuca.
Il 5 dicembre 1981 Belsito, Walter Sordi, Ciro Lai e Alessandro Alibrandi sono alla ricerca di una pattuglia della polizia da disarmare ma durante il conflitto a fuoco con la Polizia stradale, ingaggiato sulla via Flaminia, nei pressi di Roma, Alibrandi rimane ucciso raggiunto alla testa da un colpo sparato alle sue spalle da un agente. Belsito, Sordi e Lai riuscirono poi a dileguarsi abbandonando il compagno morto sull'asfalto. Nella sparatoria rimase ferito gravemente anche il poliziotto ventunenne Ciro Capobianco che poi morirà due giorni dopo in ospedale
La mattina del 6 dicembre 1981, poco dopo le 10,30, Belsito e Lai stanno passeggiando nei giardinetti di via Marmorata, a quattro passi dal rifugio di Walter Sordi, rimasto ferito nella sparatoria al Labaro in cui ha perso la vita Alessandro Albrandi (mentre il poliziotto Capobianco morirà due giorni dopo). I due non vogliono abbandonare l’amico, ma non sanno cosa fare. Lai non è romano, mentre Belsito ha meno di vent’anni e non ha mai curato gli aspetti logistici. Nel momento del bisogno si è sempre arrangiato con gli amici, ma nessuno è disposto ad aiutare un superlatitante ferito dalla polizia. Ora bisogna inventarsi qualcosa di più stabile per garantire una convalescenza tranquilla a Walter. Discutono animatamente, sono agitati, un po’ stralunati e una gazzella dei Carabinieri che passa li scambia per una coppia tossico/pusher che litiga.
Il vicebrigadiere Massimo Rapicetti resta accanto alla vettura, mentre il Carabiniere Scelto Romano Radici si dirige verso i due che si sono seduti, dopo un segno di intesa, su due panchine. Al gesto del militare che li invita ad avvicinarsi fanno finta di accondiscendere. Lai, più distante, si avvia verso l’auto, Belsito ripone in tasca l’oggetto che aveva in mano ed estrae un revolver con il quale esplode due colpi: il primo mentre l’uomo è chinato in avanti per controllare che i due non avessero buttato niente, il secondo da 3-4 metri. Il bersaglio è raggiunto alla base del collo e sotto l’ascella sinistra. I due scappano in direzioni diverse. Lai apre il fuoco sul brigadiere che si è messo all’inseguimento di Belsito e riesce a dileguarsi salendo su un autobus.
L’omicida punta sulle Poste dell’Ostiense, spara su un impiegato che cerca di trattenerlo e, mentre attraversa via Marmorata, è intercettato da una civetta dell’antiscippo. I due poliziotti in borghese, avendo notato l’inseguimento, si portano oltre l’ufficio pubblico per bloccarlo. Il “pastore” spara gli ultimi due colpi, uno colpisce al petto l’agente Colangelo che si salva solo perché il parabrezza e il portafoglio frenano l’impatto del proiettile, l’altro è raggiunto dall’arma scarica scagliata come proiettile. Neanche una ferita al gluteo lo ferma: estrae una 9 parabellum e continua a sparare, scappa barcollando. All’altezza della caserma dei pompieri rapina una 126, ma le pallottole degli agenti bucano uno pneumatico, entra nella caserma e vi esce dalla porta carraia, si impossessa di una 127 e si dilegua. Segue una telefonata di rivendicazione dei Nar alle 12.40: «Abbiamo voluto vendicare Alessandro Alibrandi».
Belsito si fa vedere sanguinante al bar di Vigna Clara, tradizionale ritrovo della banda, chiedendo di Nistri, l’addetto all’assistenza. La ferita è curata con mezzi di fortuna: gli offre ospitalità il figlio di un sottosegretario democristiano. “Brucia” il rifugio perché – nonostante tutte le raccomandazioni dategli, poiché girano in casa operai per lavori di ristrutturazione – si fa vedere trafficare con la mitraglietta. Scompare per qualche giorno poi torna all’improvviso: «Sono stato a trovare dei parenti in Calabria» spiega ai camerati esterrefatti. Gli trovano un’altra sistemazione provvisoria: la sua assoluta strafottenza per le norme di sicurezza brucia tanti punti di appoggio.
Belsito venne arrestato a Madrid il 30 giugno 2001, dopo 20 anni di latitanza. Processato in contumacia per costituzione di banda armata, concorso in attentato con finalità terroristiche, per l'omicidio di Luca Perucci e per quello di Mauro Menucci, venne condannato a quattro ergastoli.